# Гражданская война на Балтийском море
Гражданская война на Балтийском море — боевые действия на Балтийском море в период Гражданской войны в России, во время которых Рабоче-крестьянский Красный флот противостоял «Балтийской эскадре» ВМФ Великобритании (которая поддерживала Эстонию в войне за независимость) и эстонским военно-морским силам.

## Предыстория и начало интервенции

### Политическая обстановка
После выхода Германии из состояния войны с Антантой 6 ноября 1918 года и последовавшего вслед за этим аннулирования Брестского мира все боеспособные корабли Балтийского флота спешно приводились в боевую готовность. Политическая обстановка оставалась настолько туманной, что невозможно было определить даже дальнейшее развитие отношений между РСФСР и Германией. Кроме того, было неясно, насколько велика вероятность вторжения держав Согласия в Балтийское море для действий против РККФ и занятого советскими войсками побережья.

### Подготовка Балтийского флота к военным действиям и первые операции
Больша́я часть личного состава Балтийского флота к осени 1918 года была демобилизована, а многие корабли были сданы в порт на хранение и находились в плохом техническом состоянии. Кроме того, ощущалась острая нехватка всех видов снабжения и сильный некомплект офицерского состава. Командный состав флота, понёсший вследствие репрессий 1917—1918 годов значительные потери, был деморализован и терроризирован. В рядовом и старшинском составе флота наблюдалось значительное падение дисциплины.
Эти, а также множество других причин, привели к созданию 15 ноября 1918 года на базе технического имущества Российского Императорского Флота Действующего отряда кораблей (ДОТ) из исправных кораблей с наиболее боеспособными экипажами. В его состав вошли 2 линкора, крейсер, 8 эсминцев, 7 подводных лодок и ряд вспомогательных судов.
Среди оборонительных мероприятий на случай вторжения морских сил Антанты планировалась постановка дополнительных минных полей у Кронштадта. С 19 по 21 ноября минный заградитель «Нарова» выставил несколько таких минных заграждений в Финском заливе, при этом 19-го во время постановки второй линии мин он был обстрелян финской береговой батареей, находившейся у деревни Пумола. Из-за этого часть мин была выброшена за борт с предохранительными чеками; «Нарова» получила два попадания. Историки И. В. Егоров и Е. Е. Шведе называют это событие началом Гражданской войны на Балтийском море. В ответ на обстрел 20 ноября огнём форта «Красная Горка» финская батарея была полностью разрушена. 21 ноября минный заградитель без затруднений окончил постановку мин.
С 23 ноября по 1 декабря несколько советских кораблей, в числе которых был крейсер «Олег», оказывали активное содействие наступающим на германские позиции частям Рабоче-Крестьянской Красной Армии в районе Нарвы. 28 ноября они успешно высадили на побережье десант и некоторое время осуществляли его поддержку.

### Начало интервенции
28 ноября отправленная в балтийские воды «для оказания поддержки молодым государствам Балтии» английская эскадра в составе 5 лёгких крейсеров, 9 эскадренных миноносцев, транспорта с оружием и нескольких тральщиков бросила якорь на рейде Копенгагена. Ознакомившись с последними новостями, командующий эскадрой адмирал Эдвин Александер-Синклер принял решение о немедленном походе в Либаву. Там был разгружен транспорт (латышам передали несколько сотен винтовок) и принят уголь, после чего корабли направились к Ревелю. В ночь с 4 на 5 декабря, около полуночи, шедшие без разведки английские корабли в районе острова Даго оказались на минном поле; второй в строю крейсеров эскадры «Кассандра» подорвался на мине выставленного немцами заграждения (по советским данным, это была русская мина) и затонул в течение 20 минут. Потери экипажа составили 17 человек убитыми и утонувшими. Большего количества жертв удалось избежать благодаря удачным действиям эсминца «Венедетта», который сумел при крайне неблагоприятных погодных условиях подойти к борту тонущего крейсера.
Прибыв в Ревель, Синклер незамедлительно приступил к активным действиям: пользуясь бездействием Красного флота, англичане во второй половине декабря начали регулярный обстрел позиций, занятых советскими войсками. Одновременно с этим активизировались эстонские морские силы (канонерская лодка «Лембит» и несколько вспомогательных судов), которые высадили ряд десантов в тылу советских войск.

## Боевые действия на море до наступления Северного корпуса

### Операция«Отряда особого назначения»
К концу декабря части Красной армии подошли к Ревелю, однако приморский фланг наступавших войск постоянно подвергался обстрелам со стороны кораблей интервентов. 23 декабря был спешно создан «Отряд судов особого назначения Балтфлота» под начальством Ф. Ф. Раскольникова (наморси к этому моменту являлся С. В. Зарубаев), в который вошли линкор «Андрей Первозванный», крейсер «Олег», эсминцы «Азард», «Автроил» и «Спартак». Отряду были поставлены задачи выяснить силы противника в Ревеле, вступить с ними в бой и уничтожить, если это окажется возможным. Кроме того, Ревель предполагалось обстрелять.
Считалось, что появление советских кораблей и обстрел Ревеля вызовет в эстонской столице восстание рабочих. Идею этой операции активно поддержал Троцкий. При подготовке операции совершенно не учитывалась возможность появления превосходящих сил англичан. Ф. Ф. Раскольников, ответственный за выполнение операции, не подготовил её должным образом и даже не ознакомил в полном объёме командиров кораблей с планом операции. Вышедшая на разведку подводная лодка «Пантера» вскоре вернулась из-за технической неисправности, а поход эсминца «Азард» 24 декабря к Нарвской губе окончился ничем. Израсходовавший топливо эсминец впоследствии не смог принять участие в дальнейших действиях отряда.
Тем не менее 25 декабря эсминец «Спартак» с Раскольниковым на борту вышел в море, причём начальник отряда не поставил командующего флотом в известность о столь раннем и незапланированном выходе. Крейсер «Олег» занял позицию у острова Гогланд, чтобы прикрыть возможное отступление эсминцев, а линкор «Андрей Первозванный» вышел к маяку Шепелёвский. Раскольников начал операцию с одним эсминцем, полагая, что имевшие неисправности «Автроил» и «Азард» догонят его в море. «Спартак» направился к острову Нарген и обстрелял его 26 декабря около полудня с целью выяснить, есть ли на нём действующие артиллерийские батареи. Располагавшиеся на острове 76-мм орудия не могли ответить из-за слишком большой дальности, зато комендант острова капитан Коггер отправил в Ревель телеграмму о появлении советского корабля. Через полчаса эсминец задержал финский пароход, который был с призовой командой отправлен в Кронштадт. На этот арест было потрачено около двух часов, и на горизонте появились дымы кораблей, шедших со стороны Ревеля. Это был английский отряд в составе лёгких крейсеров «Калипсо», «Карадок» и двух эсминцев, шедший на перехват «Спартака». Советский эсминец, развернувшись, начал немедленно отходить на северо-восток. Машины «Спартака» находились в плохом состоянии, но, по мнению участников событий, кочегары и механики «выжали» из них всё возможное, в результате чего расстояние до противника перестало уменьшаться. По другим данным, «Спартак» не развивал более 25 узлов, в то время как англичане развивали более 30 узлов. На преследовании английские корабли вели редкий огонь, «Спартак» отстреливался из кормовых 102-мм орудий, тем не менее, попаданий не достигла ни одна из сторон. Командующий отрядом и командир эсминца всё это время на мостике отсутствовали. Около 14 часов старший штурман был контужен первым же выстрелом из носового орудия, сделанным под слишком острым углом к корме; на мостике, где выстрел приняли за попадание неприятельского снаряда, возникла паника, и неуправляемый советский эсминец выскочил на камни в районе банки Карадимульсей. Как только английские корабли приблизились, на «Спартаке» спустили флаг. Поднявшиеся на советский эсминец моряки английской призовой партии были поражены запущенным состоянием корабля и неопрятной, «неуставной» формой моряков. Обнаружив течь, командир призовой партии распорядился пустить помпу, и экипаж эсминца провёл стихийный митинг, в ходе которого было решено дать пар. При осмотре «Спартака» английские моряки нашли множество ценнейших документов, в числе которых была последняя радиограмма, отправленная с советского эсминца:

Всё потеряно, мы преследуемся англичанами.
Кроме того, на борту захваченного эсминца были найдены радиограммы, в которых сообщалось, что у Гогланда находится советский крейсер «Олег». Командующий английским отрядом коммодор Фезингер в 19 часов 26 декабря приказал крейсеру «Карадок» и эсминцам выходить в море. На самом деле, «Олег» к этому времени уже сменил дислокацию. Не обнаружив советского крейсера, английский отряд начал поиск противника при входе в Финский залив.
Тем временем вслед за «Спартаком» вечером 26 декабря к Ревелю вышел «Автроил». На следующий день около 11 часов он заметил два английских эсминца (это были «Венедетта» и «Вортиген») и начал отходить на полном ходу, но был перехвачен крейсером «Карадок» и, таким образом, окружён британскими кораблями. Британские корабли открыли огонь и первыми выстрелами сбили на «Автроиле» стеньгу; через несколько минут советский эсминец сдался, не сделав ни одного ответного выстрела. По некоторым данным, во время ухода от преследования команда «Автроила» начала митинговать.
Задержанный и отправленный с призовой командой в Кронштадт финский пароход был в тот же день остановлен английскими кораблями и отпущен в Эстонию. Советская призовая команда (2 матроса) была арестована.
Таким образом, в течение двух суток РККФ потерял два новейших эсминца и 251 (по другим данным — 244) моряка. 15 большевиков были немедленно расстреляны эстонцами без суда и следствия. Впоследствии казнили ещё 12 человек. Ф. Ф. Раскольников, переодевшийся незадолго до сдачи «Спартака» в матросский бушлат и получивший эстонские документы, из-за незнания эстонского языка обратил на себя внимание английских офицеров и был немедленно отделён от остальных пленных. По другим данным, его опознал офицер связи эсминца «Вэйкфул», который обучался с красным командиром на гардемаринских курсах.
Захваченные корабли были отбуксированы в Ревель и вскоре переданы англичанами в состав Военно-морского флота Эстонии несмотря на настойчивые просьбы командования белых, которые настаивали на том, что эсминцы будут очень полезны для поддержки левого фланга наступающей Северо-Западной армии. По мнению А. П. Ливена, передача этих судов эстонцам «так обозлила русских, что уже другие суда большевистского флота решили не переходить к так называемым белым, хотя этот переход и был подготовлен». 46 пленных (в основном, офицеры) впоследствии были «на поруку коллектива» приняты на военную службу в рядах Белой армии и эстонского флота. Ф. Ф. Раскольникова и комиссара «Автроила» матроса Нынюка спустя три месяца обменяли при посредничестве датского Красного Креста на 17 английских моряков.
После этой неудачной операции РККФ англичане установили полное господство в западной части Финского залива, а советские корабли не ходили дальше Гогланда до конца Гражданской войны. Кроме того, командование ДОТ отказалось от проведения активных операций до весны из-за сложной ледовой обстановки.
Один из выводов созванной по делу сдачи эсминцев комиссии звучал так: 

Пора прекратить пренебрежительное отношение к старым морским кадрам, которые для войны на море готовятся долгие годы.
Отметив грубые ошибки Раскольникова и Альтфатера, вину за произошедшее комиссия возложила на адмирала Зарубаева. В числе причин такой серьёзной неудачи были указаны отсутствие должного разведывательного обеспечения операции, неудовлетворительная работа штаба по обеспечению взаимодействия кораблей отряда, недостатки планирования.

### Действия англичан и эстонцев
С 26 по 31 декабря 1918 года эстонский отряд кораблей высадил на занятое советскими войсками побережье более десяти десантов. Так, 31 декабря в ближайшем тылу советских войск был высажен отряд из 120 человек; пытавшиеся противодействовать высадке красноармейцы были отброшены. Выполнив поставленные задачи, десант к вечеру возвратился на корабли. Тем временем части Красной армии уже находились на подступах к Риге, в городе началась эвакуация, а в ночь со 2 на 3 января 1919 года вспыхнуло восстание рабочих. Эскадра адмирала Александера-Синклера ушла в Либаву, туда же на британских кораблях эвакуировались члены правительства Латвии. В этих условиях британский кабинет принял решение вывести корабли Александра-Синклера, заменив их более мощным соединением контр-адмирала Уолтера Коуэна. Последний вместе с 1-й эскадрой лёгких крейсеров флота Великобритании 5 января прибыл в Копенгаген и ознакомился с ситуацией на фронте. Кован находил, что положение Эстонии значительно улучшилось и организованные эстонские части способны сдерживать наступление большевиков. В то же время в Латвии и Литве позиции были в значительной мере утрачены.
Захваченные советские эсминцы, переименованные в «Вамбола» и «Леннук», были поставлены эстонцами на ремонт. Они сдались в уже сильно запущенном состоянии, а после были разграблены английскими моряками. Тем не менее, «Леннук» удалось ввести в строй уже 6 января, и он начал кампанию в тот же день. Ремонт «Вамболы» занял месяц. Командование советских войск вплоть до осени 1919 года не знало о существовании эстонского флота; считалось, что с красными воюют только английские корабли.
К 6 января ситуация на фронте стабилизировалась, что позволило английским кораблям систематически оказывать поддержку эстонским частям. После двухнедельных боёв эстонцы сумели отбросить Красную армию к Пскову. Крупным успехом для них было занятие Нарвы; эта операция была проведена при активном содействии флота. 18 января эстонский флот подошёл к городу, за несколько часов подавил береговые батареи на подступах к нему и высадил десант. Расквартированные в Нарве войска ещё в начале обстрела собрались на митинг, после которого большая часть гарнизона дезертировала, поэтому город был занят эстонцами с минимальными потерями. Вскоре десантный отряд перешёл в наступление и, по некоторым данным, сыграл большую роль в неудаче 7-й армии РККА. Недалеко от Вайвары десантники соединились с наступавшей эстонской армией, причём в окружении оказались более 600 солдат РККА, которые сдались.
Тем временем Финский залив покрылся льдом, а командование ДОТ отказалось от проведения операций в поддержку, попавших в тяжёлое положение войск; поэтому боевые действия на море прекратились до весны. Для операций на Балтике в распоряжении адмирала Коуэна остались два лёгких крейсера и шесть эсминцев, базировавшихся в Либаве.
20 января на острове Сааремаа началось антиправительственное выступление, вызванное недовольством населения начинавшейся в Эстонии мобилизацией. На подавление восстания из Ревеля был немедленно отправлен «Лембит» со сводным отрядом моряков на борту. Уже через день после начала операции командир канонерской лодки доложил о подавлении выступления; жертв среди моряков не было.

## Боевые действия на море во время наступления Северного корпуса

### Морские операции от начала наступления Северного корпуса до 13 июня
13 мая английская эскадра понесла ощутимую потерю — только что прибывший на театр военных действий крейсер «Кюрасао» («Куракоа») коснулся мины в районе Ревеля и с трудом вернулся в порт. После минимального исправления повреждений он отправился в Англию для ремонта, но по дороге потерял в районе Скагена руль и едва преодолел остававшиеся до ближайшей английской базы в Ширнессе 500 миль пути.
Начав кампанию 26 апреля, эстонские корабли до начала наступления Северного корпуса осуществили ряд минных постановок у входа в Финский залив и острова Гогланд. К этому моменту командование английской эскадры активно сотрудничало со штабом командующего эстонским флотом адмирала Й. Питки, поэтому их действия стали более согласованными.
Сразу после начала наступления белых войск, 15 и 16 мая эстонцами при поддержке кораблей был высажен десант в Лужской губе, а 17 мая — в Копорском заливе. Эти десанты оказали значительное влияние на положение советских войск и заставили РККА отступить к Керново. Весь англо-эстонский флот постоянно находился в море и обстреливал позиции советских войск от Систо-Палкино до Липово. К 18 мая ситуация для красных войск стала критической: оборона была сломлена, и части советских войск начали стремительное отступление, местами переходящее в бегство.
Командование Красного Балтийского флота приняло решение произвести разведку Копорского залива и, если это удастся, обстрелять побережье и разгромить высадившиеся десанты противника. Для выполнения операции были выбраны линкор «Андрей Первозванный», эсминец «Гавриил», 4 тральщика и 2 сторожевых корабля.
18 мая 1919 года в 5 часов утра советские корабли вышли в море для выполнения боевого задания. Сразу после выхода «Андрей Первозванный» был вынужден вернуться в Кронштадт из-за возникшей неисправности машины: вместо 10 котлов в действии оставалось только пять. Командир ДОТ перешёл на «Гавриил» и продолжил выполнение операции. В 10 часов 10 минут отряд вошёл в Копорский залив под проводкой тральщиков, вскоре на горизонте были замечены дымы крейсера и трёх английских эсминцев (это были крейсер «Клеопатра» и эсминцы «Скаут», «Уолкер» и «Шекспир»), которые немедленно увеличили ход и устремились в атаку. Чтобы прикрыть тихоходные тральщики, эсминец «Гавриил» снизил ход до 10 узлов и вступил в неравный бой с противником. Перестрелка происходила в течение часа на дистанции свыше 32 кабельтовых, огонь английских кораблей был малоэффективен; «Гавриил» отстреливался из кормового орудия и не позволял неприятелю приблизиться к тральщикам. В 13 часов 25 минут советские корабли вошли в зону действия орудий береговых фортов, и английский отряд прекратил преследование, став на якорь у острова Сейскар и наблюдая за фарватером среди минных полей. Во время боя по «Гавриилу» было выпущено более 300 снарядов, однако прямых попаданий он не получил и имел лишь осколочные пробоины; трое моряков были ранены.
23 мая на Балтийское море прибыла флотилия английских подводных лодок и плавбаза, а 28 мая — крейсер «Дрэгон». Теперь английская эскадра насчитывала 3 крейсера, 8 эсминцев и 5 подводных лодок. Адмирал Коуэн опасался, что превосходство советского отряда может стеснить его действия, поэтому просил о высылке подкреплений, особенно настаивая на авианосце, минном заградителе и ещё одной флотилии эсминцев.
28 мая ДОТ получил новое задание по активному содействию наступающим частям Красной армии с моря. Вышедшие на следующий день для рекогносцировки суда отряда подверглись атакам английской авиации, причём один из тральщиков получил небольшие повреждения. Советским кораблям предписывалось не допускать высадки десантов в Копорском заливе и прикрывать побережье от возможных атак. Однако 31 мая английские эсминцы произвели успешный обстрел побережья в районе Систо-Палкино. Вышедший на перехват «Азард» был сначала несколько раз атакован подводной лодкой, а затем был вынужден отходить под прикрытие линкора «Петропавловск» из-за появления нескольких отрядов английских кораблей. Англичане попытались атаковать линейный корабль, но в это время эсминец «Уолкер», неосторожно сблизившийся на 47 кабельтовых, получил попадание, и британские корабли немедленно отступили. По некоторым данным, неточный огонь «Петропавловска» был связан с тем, что артиллерийские офицеры линкора «пожалели» английский эсминец и указывали заведомо неверную дистанцию до него.
1 июня ДОТ провёл на якоре; тем временем английские и эстонские корабли обстреляли занятое РККА побережье в районе Нового устья. Направленные на следующий день для противодействия обстрелам «Гавриил» и «Азард» противника не обнаружили, а на обратном пути попали под огонь двух неприятельских эсминцев и отошли.
Новое столкновение противников произошло 4 июля: эсминцы «Азард» и «Гавриил» обнаружили у входа в Копорский залив английский эсминец и начали безрезультатное преследование, продолжавшееся около получаса. На обратном пути в 17 часов 37 минут «Азард» и «Гавриил» были безуспешно атакованы подводной лодкой. Удачно сманеврировав, эсминцы уклонились от торпед, а лодка после залпа не удержалась на глубине, и над водой показалась часть её рубки, которая была немедленно обстреляна с «Азарда». Над подводной лодкой поднялся большой столб огня и дыма, были видны летящие в воздух обломки. Как оказалось впоследствии, во время уклонения от атаки «Азарда» британская субмарина L55 была снесена течением и попала на английское минное заграждение. Весь экипаж погиб. О гибели своей лодки вскоре официально сообщило Британское Адмиралтейство. «Азард» и «Гавриил» были с триумфом встречены на базе.
В ночь на 11 июня «Азард» и «Гавриил» вышли на перехват двух неприятельских эсминцев, шедших к Кронштадту; по советским данным, во время короткой перестрелки на одном из английских кораблей возник пожар.
К этому времени состав ДОТ пополнили спешно введённые в строй эсминцы «Константин» и «Свобода».

### Действия морских сил во время восстания форта «Красная Горка»
В ночь на 13 июня на форту «Красная Горка» произошло восстание, направленное против советской власти. В 15 часов 15 минут орудия форта открыли огонь по Кронштадту и находившимся в гавани кораблям. В артиллерийскую дуэль с восставшими попеременно вступали линкоры «Андрей Первозванный» и «Петропавловск» и береговая батарея на острове Риф. К 19 часам на сторону мятежников перешли форт «Обручев» и тральщик «Китобой», бывший на дежурстве недалеко от «Красной Горки».
Вечером 13 июня «Андрей Первозванный» под охраной четырёх эсминцев вышел на разведку к Толбухину маяку. В 20 часов 20 минут с линкора по форту был открыт огонь, продолжавшийся в течение часа. В целом стрельбу кораблей в этот день оценивают как безрезультатную.
14 июня около полуночи огонь с кораблей был возобновлён, однако вновь не принёс существенных результатов. К утру к обстрелу побережья присоединились эскадренные миноносцы «Гавриил», «Свобода», «Гайдамак» и крейсер «Олег». Вечером того же дня залп с «Красной Горки» накрыл «Андрея Первозванного», на котором была отравлена газами прислуга кормовой башни.
15 июня бомбардировку фортов начала морская авиация; тем временем отряды моряков и красноармейцев при поддержке корабельной артиллерии начали наступление. Около полуночи линкор «Петропавловск» дал последний залп по восставшему форту, а к полудню 17 июня восстание было подавлено. Всего кораблями было выпущено по форту 738 снарядов калибра 12 дюймов и 408 8-дюймовых снарядов (линкоры), 750 снарядов калибра 130 мм (крейсер «Олег») и 145 — калибра 100 мм (эсминцы). Такой огромный расход боезапаса отрицательно сказался на орудиях, изношенность которых не позволяла в будущем рассчитывать на большую точность стрельбы.
Большие надежды восставшие связывали с помощью английской эскадры, находившейся на Балтийском море. Специально для связи с английским командованием был послан тральщик «Китобой», но его миссия не увенчалась успехом: переход «сопровождался первоначальным захватом его англичанами, которые буквально ограбили сдавшийся им корабль, не пощадив даже частные вещи офицеров и команды, а через несколько дней передали тральщик как судно, не имеющее боевого значения, в распоряжение Морского управления Северо-Западной армии белых». Не предпринимая никаких действий, адмирал Коуэн предложил находившимся в Кронштадте кораблям сдаваться:

18 часов 55 минут 16/VI-1919. Всем. Настоящим сообщаю, что жизни команд всех выходящих из Кронштадта судов, которые добровольно сдадутся моим силам, будут гарантированы. Все переходящие суда должны выкинуть белый флаг. Орудия должны быть направлены к носу и корме и закреплены по-походному. Скорость 10 узлов.— Адмирал, командующий морскими силами
16 июня при боевом тралении в Финском заливе подорвались на минах и затонули два английских тральщика.

### Боевые действия с 16 июня по 1 августа

#### Действия английских торпедных катеров и потопление крейсера «Олег»
К середине июня на Балтийском море с секретной миссией находились два новейших торпедных катера под командованием коммодора Эгара. Переброска катеров была совершена раздельно на грузовых пароходах через Швецию, причём личный состав был направлен в Финляндию в качестве яхтсменов и коммерческих агентов, чтобы не привлекать к себе внимания. С момента прибытия на театр военных действий 11 июня катера базировались в небольшом финском порту Териоки и провели несколько секретных операций по заброске агентов на советскую территорию в район Петрограда и их возврату обратно. Англичанам удались 13 таких походов, обнаружены и безрезультатно обстреляны береговой охраной они были лишь два раза.
Во время подавления восстания на фортах суда ДОТа время от времени показывались недалеко от Териоки. За перемещениями советских кораблей внимательно следил коммодор Эгар, планировавший атаковать линкор «Петропавловск». Не имея соответствующих полномочий, Эгар 15 июня вышел на катере для производства атаки, но, получив в пути повреждение винта, он был вынужден возвратиться.
После подавления восстания на фортах для наблюдения за английскими кораблями крейсер «Олег» был выдвинут к Толбухину маяку в охранении эсминцев «Всадник» и «Гайдамак». Кроме того, в этом районе находились 2 советских сторожевых судна. Эти корабли стали объектом новой атаки английских катеров. В ночь с 17 на 18 июня вооружённый единственной 45-сантиметровой торпедой катер CMB-4 с Эгаром на борту сумел незамеченным приблизиться к Толбухину маяку, но, незаметно пройдя между двумя эсминцами, застопорился из-за повреждения торпедного аппарата. Находясь между советскими кораблями, катер чинился в течение 15 минут, после чего дал ход и с небольшого расстояния в 4 часа утра выпустил по «Олегу» торпеду. Получивший попадание крейсер начал быстро крениться. Погасло освещение. Командир крейсера Н. Милашевич отдал приказ пробить боевую тревогу, но так как горнист отсутствовал, это не было выполнено. По катеру был открыт огонь носовым плутонгом, стрельба велась, скорее всего, ныряющими снарядами, использовавшимися при отражении атак подводных лодок. Затопить цистерны правого борта для выравнивания крена не удалось, и через 12 минут крейсер «Олег» затонул. Погибло пять членов команды, ещё пятеро были ранены. Огонь сторожевых кораблей и самого «Олега» торпедному катеру ущерба не нанёс.

#### Прочие действия на море
30 июня из Англии начали прибывать подкрепления. Они состояли из крейсеров «Даная», «Даунтлесс», «Дели» и «Каледон», а также транспорта с минами. Теперь английские корабли базировались в основном в Ревеле. 3 июля на Балтику прибыл авианосец «Виндиктив», но из-за посадки на мель выбыл из строя до конца месяца. На нём в Эстонию были доставлены 12 самолётов, которые с 29 июля систематически начали выполнять разведывательные полёты. Одновременно активизировались действия советской авиации, одиночные самолёты которой начали выполнять атаки английских тральщиков в Финском заливе.
На протяжении всего июля обе стороны продолжали вести пассивные боевые действия. Участились налёты английских самолётов; советская авиация тем временем проводила планомерную разведку южной части бассейна Финского залива.
30 июля в Бьёрке пришли своим ходом 7 торпедных катеров, поступивших в распоряжение коммодора Эгара.

##### Эстонский флот в войне с Ландесвером
21 июня весь эстонский флот по срочной телеграмме Лайдонера был отправлен в Рижский залив, где начались ожесточённые бои с отступающим к Риге Ландесвером. 30 июня эстонские корабли зашли на рейд Риги и начали артиллерийскую дуэль с фортом Мангальсала. Сделав 20 выстрелов, Питка скомандовал отход.
1 июля «Лембит» оказывал поддержку наступающей эстонской армии, а вечером был вместе с «Леннуком» отправлен к Риге для уничтожения форта Мангальсала. Поскольку форт не выделялся на фоне берега, было решено вступить с ним в бой ночью и наводить орудия по вспышкам выстрелов. Эта затея удалась, и подошедший близко «Леннук» сумел уничтожить два орудия форта.
Утром 2 июля эстонская пехота перешла в решительное наступление с целью овладеть предместьями Риги. Эстонские суда осуществляли активную артиллерийскую поддержку сухопутных войск, а «Лембит» даже вошёл в 21 час в устье Двины. Здесь канонерская лодка подверглась сильному обстрелу со стороны вооружённого парохода, береговой батареи и бомбардировке двух круживших над ней самолётов. К этому времени с суши подошли эстонские отряды, и сопротивление немецких частей удалось прекратить. Эстонцы захватили большие трофеи, в числе которых были 3 вооружённых парохода и баржа с боеприпасами. На захваченные в этом бою пароходы легла вся тяжесть дальнейшего боя, поскольку осадка не позволяла морским судам эстонцев войти вглубь реки.
3 июля эстонские корабли высадили десант в районе Торенсберга и окончательно подавили артиллерийские батареи в устье Двины. Несмотря на полученное в 11 часов сообщение о подписанном перемирии и приказ вернуться в Ревель, Питка решил завершить уничтожение батарей и послал на берег десантные партии. Через два часа на берегу раздались сильные взрывы, а уже в 14 часов эстонские корабли взяли курс на Ревель.
За всё время проведения операции эстонский флот потерь в личном составе не имел.

##### Походы советских подводных лодок
10 июля для разведки Копорского залива и атаки находящихся там английских кораблей вышла подводная лодка «Волк». Она несколько раз обнаруживала корабли противника, но не сумела выйти в атаку и из-за возникших неисправностей на следующий день вернулась на базу.
Следующую разведку 23 июля провела лодка «Пантера». В 11 часов 45 минут она пришла в Копорский залив и обнаружила там большую английскую подводную лодку, которая производила пробные погружения. Вскоре была замечена вторая подводная лодка, меньшего размера. «Пантера» атаковала вражеские субмарины последовательно: сначала была выпущена торпеда по первой, затем — по второй лодке. С большой субмарины советскую лодку обнаружили и также выпустили по ней торпеду. Убедившись в безрезультатности атаки, командир «Пантеры» повторно выпустил торпеду по большой лодке, но снова без эффекта. В 12 часов 20 минут «Пантера» погрузилась, потеряла контакт с противником и 24 июля вернулась в Кронштадт.
27 июля в Копорский залив вышла лодка «Вепрь». До Толбухина маяка её сопровождал тральщик. В 10 часов 15 минут «Вепрь» обнаружила эсминец и тральщик противника. В 12 часов 36 минут лодка вышла на позицию для атаки, но в этот момент появились ещё два английских эсминца; через 20 минут лодка была ими обнаружена и атакована. От разрывов снарядов корпус лодки получил сильное сотрясение, сгорел реостат освещения, погас свет, осадило вниз перископ и через сальники последнего сильно пошла вода. Погрузившись на большую глубину, «Вепрь» смогла уйти от противника и в 20 часов 45 минут вернулась в Кронштадт.

### Атака Кронштадта

#### Планирование и подготовка операции
1 августа 1919 года эскадрилья английских самолётов совершила первый массированный налёт на Кронштадт. Бомбы были сброшены на Летний сад, где в это время проходил митинг. Разорвались две бомбы, было убито одиннадцать человек и ранено двенадцать. Со 2 по 9 августа английские самолёты совершили несколько налётов на город и порт. По советским данным, 6 августа был нанесён ответный удар по аэродрому в районе Бьёрке, однако эти данные не находят подтверждения в английских источниках. Вскоре налёты аэропланов на Кронштадт стали ежедневным явлением; это позволило англичанам ознакомиться с планом Кронштадта для того, чтобы затем произвести более активную и серьёзную операцию.
К этому времени между английскими дипломатами и командованием Северо-Западной армии был заключён ряд соглашений, предусматривавших военную помощь и содействие. Адмирал Коуэн решил воспользоваться благоприятными обстоятельствами и нанести по Кронштадту комбинированный удар с использованием торпедных катеров и авиации. Главной целью этой атаки должны были стать линкоры «Петропавловск», «Андрей Первозванный» и другие действующие корабли Балтийского флота. Таким образом, предполагалось одним ударом уничтожить советский флот и обеспечить безопасность с моря планировавшегося наступления армии Юденича.
Командиру каждого из 8 торпедных катеров были даны конкретные указания и частные задачи, выполнение которых он должен был обеспечить:

катеру № 1 … взорвать бон подрывными патронами и затем атаковать торпедами базу подводных лодок «Память Азова». Торпедному катеру № 2 атаковать линкор «Андрей Первозванный», катеру № 3 атаковать крейсер «Рюрик», торпедному катеру № 4 атаковать линкор «Петропавловск», катеру № 5 атаковать батопорт дока линкоров. Катеру № 6 — выполнение задания катера № 2 или № 4 в случае неудачи с их стороны. Катеру № 7 — обеспечить безопасность ударных катеров на случай попыток эсминцев выйти из восточной гавани. Торпедному катеру № 8 атаковать дежурный эсминец на малом рейде. Общее задание сводилось: 1) к взаимной поддержке и, в случае катастроф, аварий, — подбору личного состава катеров и экипажей самолетов. Причём каждый самолет мог принять на себя в случае необходимости, кроме лётчика, ещё 7 человек, но с этим числом он уже подыматься не мог и должен был идти по воде. 2) Указания по облегчению поисков объектов цели уже атаковавшими торпедными катерами. 3) Интенсивный пулемётный огонь катерами, ворвавшимися внутрь гавани, по судам и стенке.— 
| № катера | Название | Командир                 |
| -------- | -------- | ------------------------ |
| 1        | СМВ-79   | лейтенант В. Г. Бремнер  |
| 2        | CMB-31   | лейтенант Р. Г. Мак-Бин  |
| 3        | СМВ-86   | лейтенант Р. Говард      |
| 4        | СМВ-88   | лейтенант А. Дайрелл-Рид |
| 5        | СМВ-72   | лейтенант Бодлей         |
| 6        | СМВ-62   | лейтенант Ф. Т. Брэд     |
| 7        | СМВ-4    | лейтенант А. В. С. Эгар  |
| 8        | СМВ-24   | Л. Э. С. Нэпир           |

Целями для бомбардировки с воздуха должны были служить мастерские, нефтяные цистерны и прожекторная защита, однако главной задачей самолётов было отвлечение внимания от катеров. Во время планирования операции коммодор Эгар широко пользовался данными английской разведки и агентов, связь с которыми долгое время поддерживалась торпедными катерами.
Операция была назначена на ночь с 17 на 18 августа.

#### Выполнение операции
Точно в назначенное время катера, выйдя из Бьёрке, подошли к мысу Инонеми, где к ним присоединился торпедный катер, вышедший из Териоки. По пути к цели торпедный катер № 3 остановился из-за повреждения мотора. Он не принял участия в атаке и был впоследствии отбуксирован на базу.
В 3 часа 45 минут 18 августа с наблюдательного пункта зенитной батареи форта «Обручев» было сообщено, «что со стороны Финляндии слышен звук моторов». Зенитные орудия кораблей и крепости немедленно открыли огонь. Первые девять машин сбросили на Кронштадт 13 бомб, затем с палубы авианосца «Виндиктив» стартовали оставшиеся три самолета, каждый из которых нёс по одной бомбе. В результате бомбардировки возникли пожары портовых сооружений, а танкер «Татьяна» получил повреждения от взрыва бомбы; по докладам командиров флота с места событий результаты были скромнее: повреждены стена и дверь дровяного склада в городе и образовалась воронка у стенки дока, в порту повреждена пришвартованная к «Андрею Первозванному» баржа. Особенно ожесточённой атаке был подвергнут сторожевой эсминец «Гавриил», который был обстрелян трассирующими пулями (пулевые пробоины труб, вентиляторных систем и легкой обшивки надстроек).
Катер № 1 к 4 часам утра подошёл ко входу в гавань, не обнаружил бона и согласно плану атаковал двумя торпедами плавбазу «Память Азова». Обе торпеды поразили цель, и плавбаза с сильным креном села на грунт, при взрывах погиб её комиссар; ни на минуту не прекращая пулемётного огня, английский корабль направился к выходу из гавани. Катер № 2 столь же успешно атаковал линкор «Андрей Первозванный» (командир Л. М. Галлер) и добился одного попадания. Повреждения оказались значительными (подводная пробоина, затоплено 4 помещения корабля, сдвинуты и частично вырваны несколько броневых плит, в экипаже 1 убитый и 2 раненых), и линкор больше в строй не вводился. Катер сумел благополучно выйти из гавани и добраться до базы.
Катер № 4 получил повреждения при входе в гавань; на нём был убит командир. Тем не менее, катер сумел произвести атаку на линкор «Петропавловск», оказавшуюся безрезультатной (торпеда ударилась в стенку гавани между «Петропавловском» и «Андреем Первозванным»). Вернувшиеся из операции экипажи английских торпедных катеров доложили о двух попаданиях торпед в Петропавловск.
Катер № 5 при подходе к цели получил повреждение стреляющего устройства и карбюратора и был вынужден начать отход, не использовав торпеду. По пути он взял на буксир повреждённый № 3 и вернулся на базу под интенсивным огнём фортов и советских кораблей.
Катер № 6 столкнулся с выходящим из гавани катером № 1; повреждения последнего оказались настолько сильными, что он немедленно затонул. Экипаж № 1 сумел быстро перейти на № 6; к этому времени на № 6 был убит командир. Командование катера принял на себя раненный 11 раз лейтенант Бреммнер. Он решил продолжить атаку и выпустил две торпеды по сторожевому эсминцу «Гавриил». Обе торпеды прошли мимо (по другим данным, была выпущена одна торпеда, взорвавшаяся при ударе об стенку гавани). Тем временем катер получил попадание с «Гавриила», и вспыхнувшая цистерна с топливом вынудила англичан спешно покинуть тонувший корабль. Впоследствии команды катеров были подняты на «Гавриил» и взяты в плен; лейтенант Бреммнер погиб.
Катер № 7 запоздал с атакой и безрезультатно выпустил торпеду по эсминцам, стоящим внутри гавани. Возвращаясь, он попытался поднять из воды команды затонувших катеров, но был обстрелян и ушёл на базу.
Катер № 8 также запоздал с атакой дозорного эсминца и выпустил торпеду по «Гавриилу», находясь на мелком месте. Ударившаяся о грунт торпеда взорвалась, и катер взлетел на воздух. По некоторым данным, причиной его гибели было попадание двух снарядов с «Гавриила».
Один из самолётов, заметив, что катер попал в луч прожектора и ему трудно выйти из него, вылетел в освещённый сектор, низко пролетая над водой, дабы отвлечь на себя внимание.
Таким образом, из восьми принявших участие в атаке торпедных катеров три были потоплены, а остальные получили различные повреждения. Погибли четверо английских офицеров и трое матросов, девять человек попали в плен. По данным советских источников, ещё три английских катера затонули по пути на базу, однако эта информация англичанами опровергается. Авиация подвергалась ответному огню, но не понесла потерь. РККФ понёс серьёзные потери — были тяжело повреждены линкор «Андрей Первозванный», плавбаза «Память Азова», легкие повреждения получили эсминец «Гавриил» и 1 баржа (по другим данным транспорт). Если первые два корабля получили торпедные попадания, то на «Гаврииле» пулемётным огнём катеров прострелены обшивка, вентиляторы и трубы.
Советские историки различно оценивают отражение атаки, но одинаково высоко оценивают действия эсминца «Гавриил», благодаря которому противник понёс потери. Английские исследователи считают, что в случае потопления «Гавриила» в самом начале атаки (как было задумано) её результаты могли бы быть гораздо более существенными.
Созданная для выяснения обстоятельств операции Комиссия отметила отсутствие полноценной организации охраны гавани, наблюдения за рейдом, неудовлетворительную связь между фортами и так далее. Кроме того, факт запоздалого открытия огня с фортов также нашёл отражение в докладе Комиссии. И. С. Исаков вспоминал, что он, находясь на сторожевом корабле неподалёку от Кронштадта, лишь утром узнал о том, что атака была произведена не только авиацией, но и катерами:

Вокруг «Андрея» суетятся буксиры. Дифферент на нос и крен на правый борт не увеличиваются. Очевидно, сел на грунт. Что-то на рейде догорает мерцающим огнём. У «Памяти Азова» стеньги уже лежат параллельно воде. На оголённом борту возятся люди. Других потерь не видно. Но мы, на сторожевом корабле, многого не знали, и только потом «баковый вестник» сообщил, что атаки на корабли в гавани производили не самолёты, а торпедные катера, причём три из них потоплены огнём «Гавриила».
После атаки, в течение дня 18 августа английские самолёты произвели ещё несколько бомбардировок Кронштадта.
По данным советских историков, 19 августа пункты базирования английской авиации были успешно атакованы самолётами Онежского гидроотряда. В некоторых источниках говорится даже о нанесении тяжёлых повреждений авианосцу «Виндиктив». Налёт не упоминается в английской литературе, а авианосец ещё четыре месяца находился на Балтийском море и успешно выполнял различные задания.

### Боевые действия 19—31 августа
С 20 по 28 августа английские самолёты производили систематические налёты на Кронштадт, причём в день совершалось по 3—4 бомбардировки города. В ответ на эти бомбардировки 28 августа авиация красных сбросила 6 бомб на Териоки.
21 августа на мине в районе Толбухина маяка подорвался советский тральщик «Клюз». Несколько моряков получили ранения, корабль своим ходом пришёл на базу.
26 августа несколько английских эсминцев произвели обстрел побережья, занятого советскими войсками.
С 27 августа действия английских кораблей особенно активизировались, и они начали ежедневные обстрелы побережья Копорского залива. А. Пухов приводит следующую сводку действий кораблей противника:

27 августа один эскадренный миноносец обстреливал район Пейпия. В море наблюдались два лёгких крейсера.
28 августа один лёгкий крейсер видели в районе Деманстейнской банки и 6 эскадренных миноносцев в Копорском заливе.
29 августа один эскадренный миноносец обстрелял район Пейпия.
30 августа 2 моторных катера обстреливали из пулемётов Устьенский мыс. Это обстоятельство заставило командование Красного Балтийского флота отдать приказ о посылке в район Копорского залива подводных лодок для операций против надводных кораблей противника.

31 августа эстонский эсминец «Леннук» перехватил радиосообщение, в котором за подписью Г. В. Чичерина сообщалось о предложении переговоров о перемирии. Эта радиограмма была передана в Ревель и вылилась в итоге в первые переговоры между РСФСР и Эстонией в сентябре 1919 года, окончившиеся безрезультатно.

### Потопление английского эсминца «Виттория»
Резкая активизация английских и эстонских морских сил заставила командование Красного Балтийского флота отдать приказ о посылке в район Копорского залива подводных лодок для операций против надводных кораблей противника. 31 августа 1919 года подводная лодка «Пантера» под командованием А. Н. Бахтина потопила английский эскадренный миноносец «Виттория» в Копорской губе Финского залива. Это стало первым серьёзным успехом советского подводного флота. Атакой «Пантеры» завершилась деятельность советских подводных лодок на Балтийском море в 1919 году.

### Боевые действия 2—28 сентября
В ночь со 2 на 3 сентября эсминцы «Константин» и «Свобода» при содействии яхты «Стрела» выставили минное заграждение из 120 мин на подступах к Кронштадту. Постановка заняла 2 часа; корабли успешно вернулись в Кронштадт.
3 сентября «около полуночи к району Толбухина подходили 2 моторных катера, скрывшихся затем к Ино».
3, 5, 10 и 11 сентября английские эсминцы по несколько раз в день обстреливали занятое советскими войсками побережье, причём им удалось подавить батарею красных в районе Систо-Палкино.
4 сентября английский флот понёс ещё одну потерю: однотипный с «Витторией» эсминец «Верулам» подорвался на русском минном заграждении и погиб. В тот же день эскадренный миноносец «Свобода» сопровождал тральщики, проводившие траление фарватера у маяка Шепелёвский. При возвращении в Кронштадт советские корабли были атакованы английскими самолётами, сбросившими 12 бомб. Осколками бомбы был тяжело ранен командир «Свободы».
С 5 сентября налёты английской авиации на Кронштадт стали массированными. Так, 15 сентября состоялся налёт 5 самолётов на гавань; в Петровском доке от попадания бомбы получил серьёзные повреждения пароход. 17 сентября с трёх самолётов было сброшено несколько бомб, которые вызвали пожар в портовом лесном складе. Один из английских аппаратов был сбит и пленён.
В ответ на эти налёты советская авиация начала систематические бомбардировки форта Ино и прилегающей местности. По самолётам неизменно открывался интенсивный артиллерийский огонь. Результаты бомбардировок красной авиации неизвестны. Наиболее заметным достижением английских бомбардировок можно назвать попадание 3 октября бомбы в старый броненосец «Заря Свободы».
С 20 сентября на морском театре установилось затишье.

## Морские операции во время Второго наступления белогвардейцев на Петроград
28 сентября Северо-Западная армия начала активные боевые действия, нанеся отвлекающий удар по левому крылу 7-й армии РККА. 11 октября был нанесён второй основной удар на основном (ямбургском) направлении.

### Действия на море в период наступления Белой армии

#### Операции англо-эстонских морских сил
9 октября английские и эстонские корабли были срочно направлены к Риге, где молниеносно развивалось наступление армии Бермондта-Авалова. Войдя в устье Двины, эти суда оказали поддержку перешедшим в контрнаступление латвийским войскам.
С началом наступления Северо-Западной армии эстонское морское командование начало разрабатывать план высадки крупного десанта в тылу советских войск с целью захвата форта «Красная горка». Этот план был одобрен англичанами, и 12 октября эстонский флот сосредоточился в Лужской губе. Тем временем части РККА стремительно отступали, и уже через двое суток высадка десанта в их тылу не представлялась возможной. 14 октября эстонскими кораблями был высажен небольшой десант у деревни Керново. Сразу после высадки эстонский флот направился в район Калище для уничтожения находившихся там советских тяжёлых батарей. Из-за ошибок в маневрировании вскоре эстонцы попали под перекрёстный огонь фортов «Красная горка» и «Серая лошадь» и были вынуждены немедленно отойти. Эсминец «Леннук», совершив рискованный манёвр, сумел приблизиться к берегу на полном ходу и уничтожить полевую батарею, но был накрыт залпом с «Красной горки» и, получив повреждение корпуса, вышел из зоны действительного огня советских орудий. Всё это время английская эскадра занималась обстрелом района Калище, а к вечеру 14 октября она ушла в Бьёрке.
15 октября эстонские ВМС произвели ещё одну удачную высадку десанта в районе Керново. Десантники захватили несколько деревень и были остановлены лишь на хорошо подготовленных советских позициях. При поспешном отходе советские войска разрушили батареи на побережье Копорского залива. Это сделало возможным систематический обстрел английскими миноносцами побережья. Эти обстрелы сковывали попытки перехода советских войск в контрнаступление и пагубно сказывались на моральном состоянии частей РККА.
В эти дни была особенно активна английская авиация: выходившие для пробных погружений советские подводные лодки неизменно были атакованы группами английских самолётов.
Советский историк так оценивает действия английских ВМС:

Что касается обещанной помощи со стороны английской эскадры, прибывшей в Финский залив, то Северо-Западная армия генерала Юденича особенно значительной помощи от неё не получила. Если не считать гибели 21 октября трёх красных эскадренных миноносцев, погибших не в открытом бою с противником, а на минном поле в Копорском заливе, то деятельность английской эскадры вообще не принесла больших разрушений на советском побережье Финского залива. Англичане вели обстрел, главным образом, по фортам Передовой и Краснофлотский.
Наряду с эстонскими и английскими кораблями, активное участие в обстрелах побережья принял тральщик «Китобой» с новым экипажем из офицеров и добровольцев под командованием лейтенанта Оскара Ферсмана. Судьба этого единственного на Балтике морского судна под Андреевским флагом (по некоторым данным, в составе Белой армии находились ещё 4 катера) сильно беспокоила служивших на нём моряков. Адмирал В. К. Пилкин писал в своём дневнике:

Эстонцы просили, чтобы «Китобой» поддержал их левый фланг в случае нужды. Это хорошо, но я очень озабочен дальнейшей его участью. Неужели он поступит под команду Питки?
Впоследствии, чтобы избежать захвата эстонцами, «Китобой» покинул Балтийское море и совершил беспримерный переход в Севастополь для участия в Белой борьбе на Юге России.

#### Действия советских морских сил
Обострившаяся обстановка на сухопутном фронте потребовала создания нескольких рубежей обороны Петрограда. На случай уличных боёв, в качестве плавучих батарей на Неве было решено использовать находящиеся там миноносцы типа «Новик», в том числе недостроенные и сданные в порт на долговременное хранение.
К 20 октября части Северо-Западной армии приблизились к Петрограду на наименьшее расстояние. Для артиллерийской поддержки советских войск во время подготовки к контрнаступлению начали активно использовать линейный корабль «Севастополь». 20 октября с 17 часов 30 минут до 18 часов он из 12-дюймовых орудий обстрелял Красное Село. Контрнаступление, состоявшееся 21 октября, также на первых порах поддерживалось огнём артиллерии «Севастополя». Командир линкора вспоминал:

В тревожную ночь, решившую судьбу города, никто на корабле не спал. Имея при себе баржу с боеприпасами, линейный корабль готовился к стрельбе. В 4 ч. 30 м было получено распоряжение командования 7-й армии: «6-ю залпами с промежутками по 3 минуты обстрелять северную оконечность Красное Село, окончить стрельбу ровно в 5 ч. 30 м, после чего войска перейдут в наступление»
В тот же день эсминцы «Всадник» и «Гайдамак» при поддержке миноносца «Инженер-механик Дмитриев» обстреляли окрестности Красного Села. Исход генерального сражения тем временем решался в пользу советских войск.

### Действия на море в период контрнаступления РККА

#### Заградительная операция и гибель трёх советских эсминцев
20 октября Реввоенсовет Балтийского флота в своей директиве на имя начальника действующего отряда сформулировал задание для первого дивизиона эскадренных миноносцев (эсминцы «Гавриил», «Свобода», «Константин» и «Азард»):

Предлагается вам в ночь с 20-го на 21 октября выполнить постановку минного заграждения в Копорском заливе по прилагаемому плану. Для операции назначаются четыре эскадренных миноносца типа «Новик». Операция должна быть произведена скрытно от неприятеля. Рекомендуется начать постановку с южного конца заграждения. Расстояние между минами — 150 футов. Время выхода и возвращения эскадренных миноносцев представляется на ваше усмотрение. На походе разрешается иметь затемненные кильватерные огни. Вы должны озаботиться о том, чтобы выход эсминцев был обставлен в навигационном отношении наилучшим образом. О своих предположенных передвижениях заблаговременно предупредите коменданта крепости и коменданта форта «Краснофлотский». Обстановка: морская — в море держится значительное число неприятельских эскадренных миноносцев, база которых недостаточно хорошо выяснена (есть предположение, что они ночуют у Сойкинского берега или в Лужской губе); сухопутная — наши части занимают прибрежную линию с Шепелёвского маяка. От Киндекюля к югу побережье в руках неприятеля
Эсминцы снялись с якоря Большого Кронштадта в 2 часа ночи 21 октября и вышли в море. На борту каждого из кораблей находилось по 60 мин. Войдя в Копорский залив, они попали на минное заграждение. Первым в 5 часов 48 минут подорвался «Гавриил», а в 5 часов 50 минут одновременно взорвались на минах «Константин» и «Свобода». «Гавриил» тонул в течение 20 минут (спаслось 19 человек), «Константин» переломился пополам и затонул сразу; «Свобода» также ушёл под воду за несколько минут (спаслось 6 человек). Командного состава среди спасшихся не оказалось. По сигналу шедших впереди миноносцев на «Азарде» был дан полный задний ход, и эсминец в течение 15 минут выходил таким образом из опасного района. В 8.15 «Азард» вернулся в Кронштадт.
Шлюпки со спасшимися моряками с большим трудом добрались до форта «Краснофлотский».
На этих трёх кораблях погибло 485 моряков. Немедленно собранная Следственная комиссия обнаружила ряд нарушений, которые были допущены в ходе планирования и выполнения операции; особенно отмечалась чрезвычайно слабая налаженность аппарата службы связи и разведки. Действия командного состава кораблей были признаны правильными (в частности, говорилось о том, что «комсостав погибших миноносцев принял все зависящие от них меры к спасению своих кораблей и личного состава, не заботясь совершенно о своем собственном спасении»), а командир «Азарда» за спасение эсминца был награждён орденом Красного Знамени.
Найденные впоследствии советскими историками материалы стали основанием для новой версии причин произошедшего: как писал Н. А. Корнатовский, командный состав принявших участие в операции эсминцев имел тайный план о сдаче кораблей англичанам и заранее известил противника о планах похода. Предполагалось, что по прибытии в Копорский залив эсминцы будут окружены английским флотом и принуждены сдаться. Только незнание фактической минной обстановки командованием Красного Балтийского флота и вызванный этим подрыв кораблей предотвратил этот план.
Как вспоминал Г. К. Граф, в связи с гибелью советских эсминцев…

…Питка получил от английского адмирала Коуэна поздравление с «блестящей победой», а от эстонского правительства — производство в вице-адмиралы. Таким образом, из капитанов дальнего плавания Питка в один год шагнул в вице-адмиралы!..

#### Обстрел «Красной горки» и других фортов английскими кораблями
Тяжёлое положение Белой армии на сухопутном фронте потребовало проведения английским командованием экстренных мероприятий по подавлению форта «Краснофлотский». Специально для этой цели был вызван монитор «Эребус», вооружённый 15-дюймовыми орудиями.
27 октября монитор в сопровождении нескольких малых кораблей подошёл к Устинской пристани (Копорский залив) и выпустил свыше 30 снарядов по фортам «Краснофлотский» и «Передовой». По словам советского историка, «обстрел 15-дюймовыми снарядами советского побережья в районе форта Краснофлотского внёс на первых порах расстройство в красноармейские и матросские части, которые, будучи оглушены взрывами, стали в панике бежать. Командный состав не в состоянии был остановить обезумевших от неожиданности и незнания действительных причин такого обстрела бойцов. Но как только было выяснено, что это стреляет английский монитор из 15-дюймовых орудий, паника прекратилась и бойцы сразу же заняли свои позиции». Из-за плохой видимости и ответного огня «Эребус» вскоре отошёл в море.
29 октября английские лёгкие крейсера обстреляли советские батареи у выхода из Копорского залива. В тот же день эсминец «Азард» был атакован у Кронштадта английским самолётом и получил небольшую пробоину.
30 октября «Эребус» в сопровождении эстонских кораблей приблизился к форту «Краснофлотский» и открыл по нему огонь. Ответный обстрел, корректировавшийся с гидросамолётов, вскоре принудил монитор отойти. «Эребус» вновь выпустил 30 снарядов, что отчасти объясняется ограниченным боезапасом, который приходилось заказывать в Англии.
В эти дни английские и эстонские лёгкие силы активно поддерживали артиллерийским огнём контратаки белогвардейцев; всего было выпущено по суше более четырёхсот 152-мм снарядов. Советские форты в это время подверглись бомбардировке и с воздуха. Один из английских бомбардировщиков был сбит огнём аэростата-корректировщика.
4 ноября артиллерийский обстрел фортов «Передового» и «Краснофлотского» вовсе был прекращён. После нескольких залпов английские миноносцы быстро ушли в море и больше не появлялись.
Обстрелы 4 ноября стал последними крупными боевыми действиями на Балтийском театре.

#### Боевое траление РККФ
В конце ноября РККФ развернул работы по расчистке входных фарватеров Кронштадта от минных заграждений. 29 октября тральщик «Якорь» при выходе на позицию был атакован аэропланом противника и при уклонении от атаки коснулся мели, получив незначительные повреждения. Вышедший на тральные работы 31 октября «Клюз» также вернулся, даже не начав траления, поскольку был освещён неприятелем. Такая же ситуация повторилась 1, 2, 3 и 4 и 7 ноября — будучи обнаруженными неприятелем или имея повреждения механизмов, тральщики возвращались на базу, ни разу не выполнив задачи.
8 ноября удалось начать боевое траление под прикрытием эсминцев, но работе мешал сплошной лёд на рейде. С 10 по 14 ноября траление производилось ежедневно, но уничтожено было лишь пять мин. При этом 12 ноября советские корабли атаковались самолётами, а 14 ноября были замечены дозорными эсминцами англичан и отошли.
Последнее траление состоялось 29 ноября, и после него тральщики вернулись в Кронштадт для зимовки.

## Вывод английского флота из Финского залива и окончание боёв
С завершением ледостава в декабре 1919 года англичане эвакуировали свои базы в Финляндии, вернув в метрополию большую часть своих кораблей. Уставшие от постоянной боевой работы экипажи британских судов начали проявлять признаки недовольства, а 25 декабря команда флагманского крейсера «Дели» отказалась выходить на боевое патрулирование. На Балтике остались только лёгкие крейсера «Каледон» и «Дунедин» и 4-я флотилия эсминцев, которые базировались на Копенгагене и занимались патрулированием у эстонского и латвийского побережий. 16 января 1920 года британский кабинет принял решение снять блокаду с балтийских портов Советской России, а в апреле — прекратить военные действия Королевского флота в балтийских водах. К этому времени 31 декабря было подписано перемирие Советской России с Эстонией, а 2 февраля между этими государствами был заключён мир.
За период операций в балтийских водах британская эскадра потеряла потопленными и повреждёнными лёгкий крейсер, 2 миноносца, подводную лодку, 2 тральщика и 3 торпедных катера.